# 久古はる香
久古 はる香（1994年 - ）は、デザイナー、博報堂社員。

## 経歴
東京藝術大学美術学部出身。
日経ARアワード審査員特別賞、ACC YOUNG CREATIVITY COMPETITIONグランプリを受賞。